# Alto (święty)
Alto, znany też jako Alto z Altomünster  (zm. 760 w Altomünster) – żył w VIII wieku. Szkot z pochodzenia. Pustelnik i misjonarz w Bawarii. Później założyciel klasztoru na ziemiach, które otrzymał od Pepina Krótkiego. Niektóre przekazy hagiograficzne przypisują mu dar wizji, zgodnie z nimi podczas mszy ujrzał Dzieciątko Jezus. Zgodnie z podaniem święty nożem oznaczał drzewa przeznaczone do wykarczowania pod budowę klasztoru. Nóż przechowywany do dzisiaj w Altomünster to, jak chce tradycja, nóż którego używał  Alto. Zmarł około roku 760 w Altomünster.
W ikonografii przedstawiany jest w stroju pustelnika lub habicie benedytktyńskim. Jego atrybuty to Dzieciątko Jezus, które widywał w swoich wizjach, kielich oraz nóż nawiązujący do noża, którym oznaczał drzewa podczas karczowania lasu ze swoimi uczniami.